# Florent de La Mare-Richart

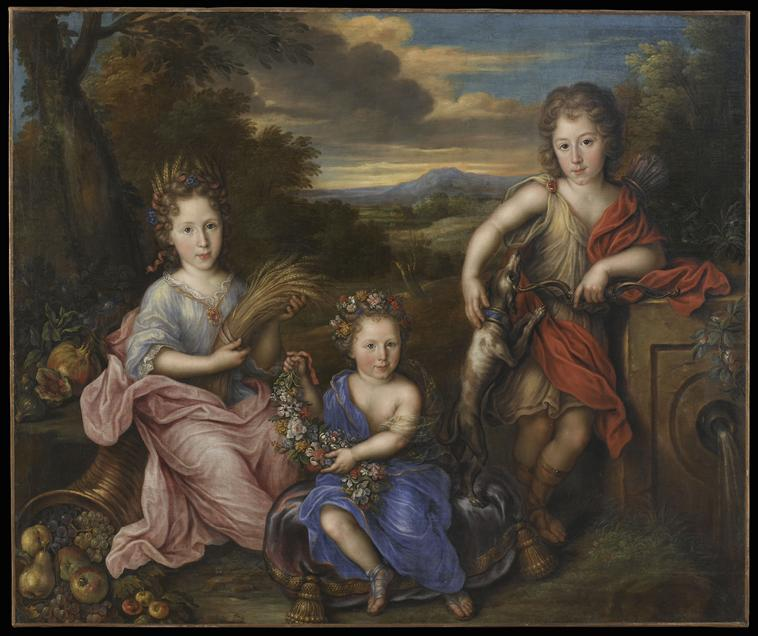
Portrait de trois enfants représentant l'Été, 1697, Chantilly, musée Condé

Florent de La Mare-Richart, dit aussi Florent Richard de Lamarre, né vers 1630 à Bayeux et mort le 22 septembre 1718 à Versailles, est un peintre et graveur français du XVIIe siècle, spécialisé dans le genre du portrait. 

## Biographie
Élève de Laurent de La Hyre vers 1650-1655, il grave d’après son maître plusieurs sujets (un Saint Jérôme, une Tête de Vierge en 1655). Nommé associé le 24 juillet 1676, il est reçu membre l’Académie royale de peinture et de sculpture le 30 janvier 1677 sur présentation des portraits d’Antoine Paillet et de Noël Coypel (tous deux conservés à Versailles).
Florent de La Mare-Richard grave une vingtaine d'estampes, jugées « intéressantes » par Emmanuel Bénézit et ressemblant aux eaux-fortes de Jan Lievens.
Il expose aux Salons de 1699 (un autoportrait) et 1704 (deux portraits).

## Quelques œuvres
- Portrait de femme, 1676, huile sur toile, 81,5 × 64,5 cm, collection particulière (vente Munich, Hampel, 24 septembre 2004) ;
- Portrait de Noël Coypel, 1677, Versailles, musée national du château ;
- Portrait d’Antoine Paillet, 1677, Versailles, musée national du château ;
- Portrait de la princesse de Conti, 1693, huile sur cuivre, 46 × 37 cm, collection particulière (vente Sydney, Shapiro, 14 septembre 2004) :
- Portrait de trois enfants représentant l’Été, 1697, Chantilly, musée Condé.

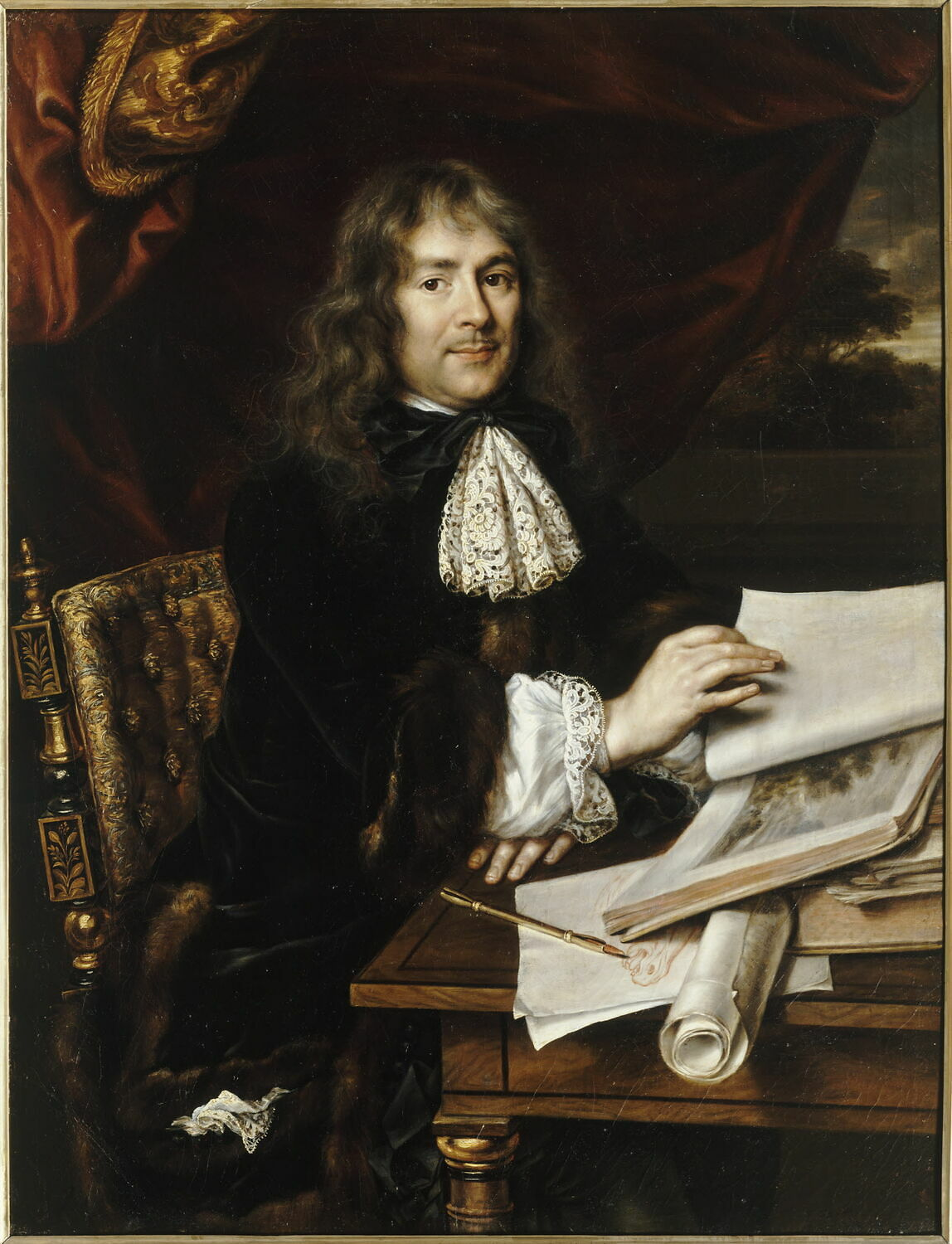
Antoine Paillet, 1677
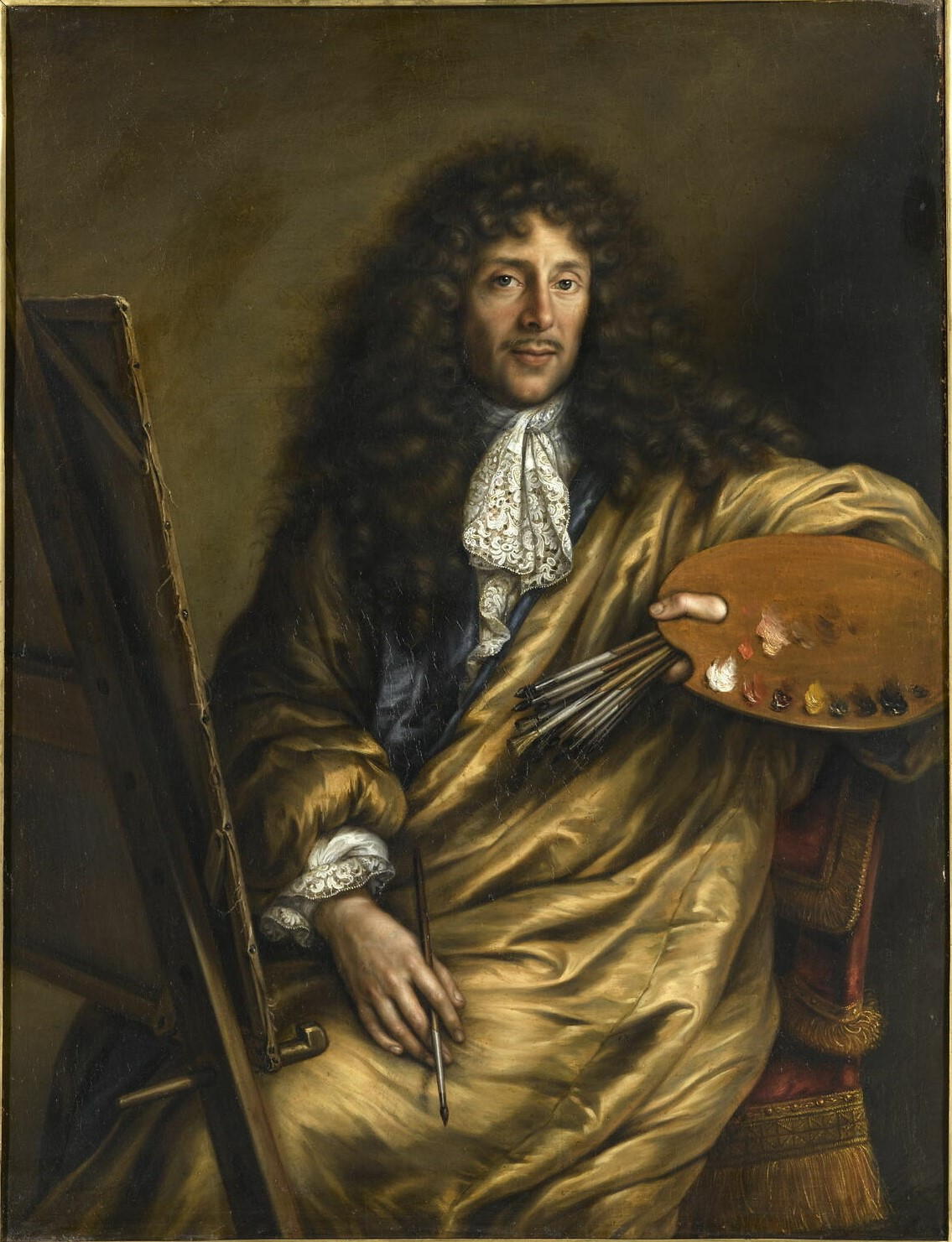
Noël Coypel, 1677
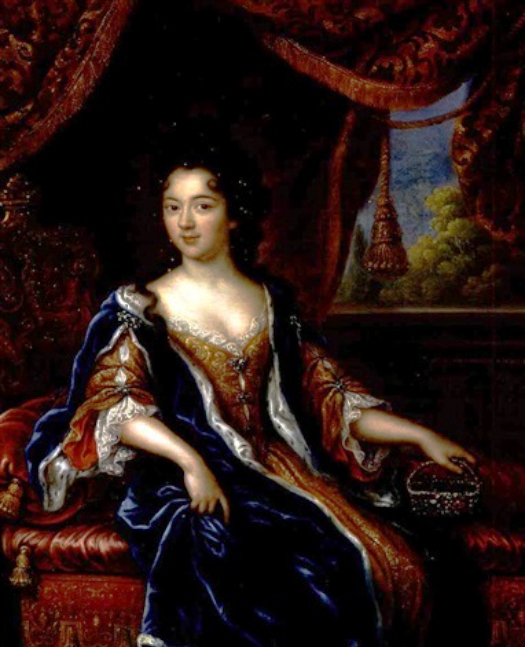
Marie Thérèse de Bourbon, princesse de Conti, 1693

On conserve plusieurs portraits gravés d’après ses œuvres, souvent par le graveur Pierre Lombard : Jacques II Goyon de Matignon (1666), Auguste de Servien (1666), Christian-Louis de Mecklembourg (1670), Pierre-Paul Riquet (1672), Philippe de Savoie, Pierre de Launay, François Pallu, Jean de La Quintinie. 